# ウェスト・チリスクエカー郡区 (ペンシルベニア州ノーサンバーランド郡)
ウェスト・チリスクエカー郡区（West Chillisquaque Township）は、アメリカ合衆国ペンシルベニア州ノーサンバーランド郡にある郡区である。2000年現在の人口は2,846人。

## 地理
アメリカ国勢調査局によると、ウェスト・チリスクエカー郡区の総面積は35.9km2。2.4 km2は水に覆われている。

## 人口
2000年の国勢調査によると、ウェスト・チリスクエカー郡区の人口は2,846人であり、1,211世帯、830家族が居住している。人口密度は 1平方キロメートルあたり85.0人である。1,284軒の家があり、1平方キロメートルあたり38.3軒の家が建っている。町の人種構成は、98.28%が白人、0.56%が黒人ないしアフリカ系アメリカ人、0.14%がアメリカ先住民、0.14%がアジア人、0.07%が太平洋諸島系、0.35%がその他の人種であり、0.46%は混血である。人口の0.42%はラテン系である。
全世帯の26.5%には18歳未満の子供が同居しており、55.1%は夫婦で一緒に生活している。9.2%は夫のいない女性が世帯主であり、31.4%は独身である。全世帯の26.9%は一人暮らしであり、8.7%が65歳以上である。平均世帯人数は2.35人、平均家族人数は2.81人である。
ウェスト・チリスクエカー郡区の人口は、21.6%が18歳未満、18歳以上24歳以下が6.9%、25歳以上44歳以下が28.6%、45歳以上64歳以下が28.0%、65歳以上が15.0%である。年齢の中央値は41歳である。女性100人に対して男性101.4人であり、18歳以上の100人の女性に対して男性は97.0人である。
町の1世帯あたりの平均収入は35,104ドルであり、1家族あたりの平均収入は40,700ドルである。男性の平均収入が27,813ドルであるのに対し、女性の平均収入は20,977ドルである。1人あたりの収入は17,290ドルである。人口の8.9%（全家族の6.2%）が極貧層である。18歳以下の住民の14.1%、65歳以上の住民の6.7%は貧しい生活を送っている。